# ببتيد مرتبط بجين الكالسيتونين
الببتيد المرتبط بجين الكالسيتونين (بالإنجليزية: Calcitonin gene related peptide  أو (CGRP))‏ هو ببتيد ينتمي لعائلة كالسيتونين ويوجد عند الإنسان على نوعين هما:
- ألفا (α-CGRP): ويتكون من ببتيد من 37 حمض أميني[1] ويوجد في الصبغي 11.
- بيتا (β-CGRP): ويتكون من 3 أحماض أمينية عند الإنسان.[2]